# أندي ألين (سياسي)
أندي ألين (بالإنجليزية: Andy Allen)‏ هو سياسي بريطاني، ولد في 2 نوفمبر 1988 في المملكة المتحدة. حزبياً، نشط في حزب ألستر الوحدوي. وقد انتخب عضو الجمعية التشريعية الرابعة لأيرلندا الشمالية ‏ عن دائرة شرق بلفاست ‏ وقد انضم خلال فترته النيابية ‏ (22 سبتمبر 2015 – 24 مارس 2016) للكتلة البرلمانية حزب ألستر الوحدوي وفي 2016 Northern Ireland Assembly election ‏، انتخب Member of the 5th Northern Ireland Assembly ‏ عن دائرة شرق بلفاست ‏ وقد انضم خلال فترته النيابية ‏ (7 مايو 2016 – 26 يناير 2017) للكتلة البرلمانية حزب ألستر الوحدوي وفي انتخابات جمعية أيرلندا الشمالية 2017 ‏، انتخب Member of the 6th Northern Ireland Assembly ‏ عن دائرة شرق بلفاست ‏ وقد انضم خلال فترته النيابية ‏ (3 مارس 2017 – ) للكتلة البرلمانية حزب ألستر الوحدوي.